# تپه تصفیه خانه ۱۲
تپه تصفیه خانهٔ ۱۲ مربوط به دوران پارینه‌سنگی جدید است و در شهرستان کرمانشاه، بخش مرکزی، دهستان قره سو، ۱/۸ کیلومتری جنوب غرب روستای ده سواران واقع شده و این اثر در تاریخ ۲۶ اسفند ۱۳۸۷ با شمارهٔ ثبت ۲۵۷۴۱ به‌عنوان یکی از آثار ملی ایران به ثبت رسیده است.